# Іонов Юрій Олексійович
Юрій Олексійович Іонов — старший солдат підрозділу Національної гвардії України, учасник російсько-української війни, який загинув під час російського вторгнення в Україну в 2022 році.

## Життєпис
Народився 30 серпня 1988 році в м. Луганську.
У 1992 році, у віці чотирьох років, залишився без батька. Мати, викладачка Луганського педагогічного університету, одна залишилася з двома дітьми. Сім'я переживала тяжкі часи, зарплатню викладачам ВНЗ не платили. Тоді матері Юрія запропонували місце викладача в одному з московських ВНЗ і сім'я переїхала до Росії.
У 2004 році, Юрій повернувся до Луганська, де жили його бабуся і дід. Там він навчався в коледжі СНУ ім. В. Даля за фахом «Програмування для електронно-обчислювальної техніки і автоматизованих систем». Одночасно заочно навчався за спеціальністю Управління в економіці в московському Інституті Сучасної Економіки, де його мати працювала завідувачем кафедри психології. В 2008 році закінчив обидва навчальні заклади. Після навчання повернувся до Росії і там займався підприємницькою діяльністю.
У 2013 році знову прибув до Луганська для вклейки нової фотографії в паспорт і не зміг повернутися до Москву — російська влада заборонила йому в'їзд на територію РФ. Велике враження на Юрія склали атмосфера залякування і владний терор, які панували в Україні в ті часи. Брав участь в охороні активістів луганського Євромайдану від тітушок, пізніше став активним членом антиросійського опору в Луганську. Ледь не загинув в сутичці з росіянами, після чого російські бойовики почали його розшук. В той самий час дізнався про створення Чорного корпусу, про участь добровольчого підрозділу у визволенні м. Маріуполя і про участь своїх знайомих в російсько-українській війні. Прийнявши з друзями рішення про вступ в новосформований на базі Чорного корпусу батальйону «Азов», по підробленим документам виїхали в Київ, де вступили до складу батальйону. Після проходження підготовки, брав участь у боях з проросійськими бойовиками і російською армією в Донецькій області. Залишив службу в 2016 році.
У цивільному житті став підприємцем, мав дві охоронні компанії, де працювали ветерани війни з Росією. Був громадським активістом, відстоював права ветеранів. Свою діяльність вважав «боротьбою за українську Україну».
Після початку російського вторгнення в Україну прибув до Маріуполя, де брав участь в обороні міста. Загинув в березні 2022 року, за попередньою інформацією 24 березня, під час ворожого мінометного обстрілу.

## Нагороди
- орден «За мужність» III ступеня (2 квітня 2022, посмертно) — за особисту мужність і самовіддані дії, виявлені у захисті державного суверенітету та територіальної цілісності України, вірність військовій присязі, зразкове виконання службового обов'язку.
- відомчий пам'ятний знак МВС медаль «Захиснику Маріуполя» (25 листопада 2015 року).